# Barthélémy Chinenyeze
Barthélémy Chinenyeze est un joueur international français de volley-ball, né le 28 février 1998. Il joue au poste de central.

## Biographie
Il est le fils d'un marin nigérian, dont le bateau est tombé en panne dans le port de Dunkerque, où il a rencontré sa mère.
Il grandit dans le nord de la France, au sein d'une fratrie de trois enfants.
Après avoir débuté le volley enfant, il fait ses classes au Centre National du volley-ball (CNVB) à Montpellier, avant de briller à Toulouse et connaître ses premiers titres au Tours Volley-Ball.

## Palmarès

### Équipe nationale
- Jeux olympiques (2)
  -  : 2024
  -  : 2020
- Ligue mondiale (1)
  -  : 2017
- Hubert Jerzy Wagner Mémorial
  -  : 2017.
  -  : 2018.
- Ligue des nations
  -  : 2018
  -  : 2021
  -  : 2022

### Clubs
- Championnat de France (1) :
  - Vainqueur :  2019
  - Finaliste : 2017

- Coupe de France (1) :
  - Vainqueur : 2019

### Distinctions individuelles
- 2019 : Championnat de France Ligue A — MVP

Il est désigné meilleur central du tournoi olympique 2020.

## Décorations
- Chevalier de la Légion d'honneur (2021)[4]
- Officier de l'ordre national du Mérite (2024)[5]